# 泗孟乡
泗孟乡，是中华人民共和国广西壮族自治区河池市东兰县下辖的一个乡镇级行政单位。

## 行政区划
泗孟乡下辖以下地区：
钦能村、屯长村、生满村、坡里村、弄平村和弄目村。